# Wallfahrtskapelle Maria Poetsch

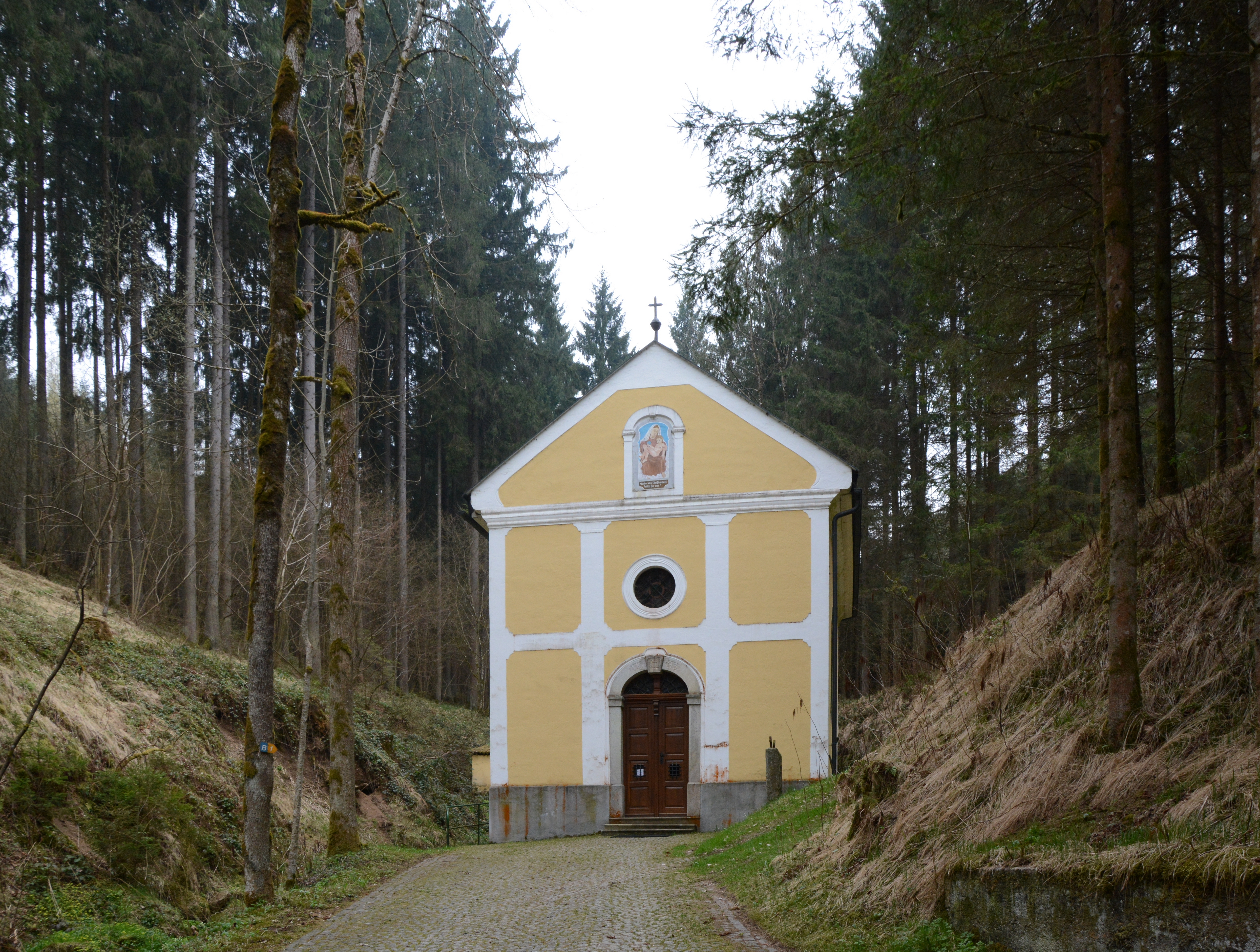
Wallfahrtskirche Maria Poetsch (2014)

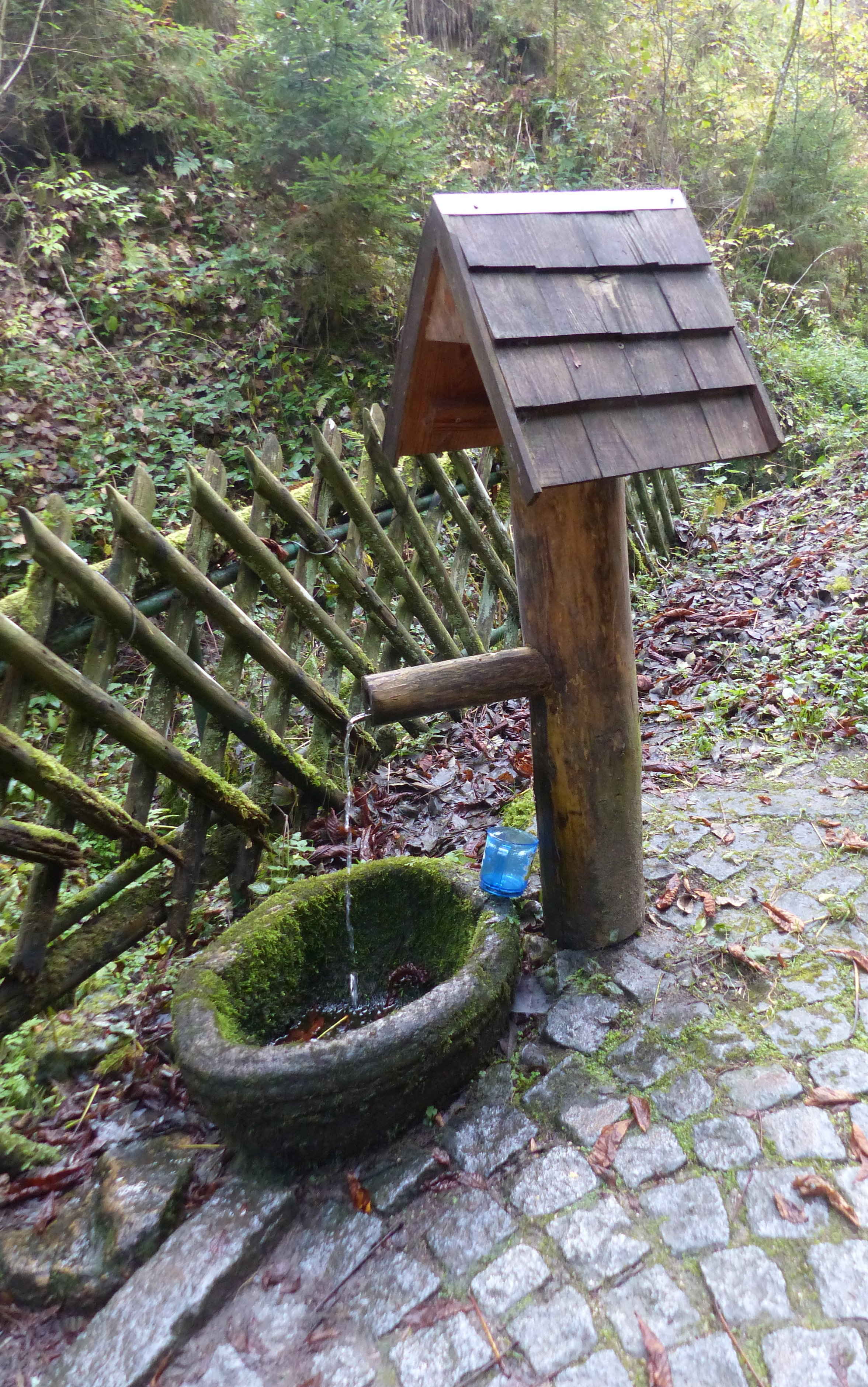
Wallfahrtskirche Maria Poetsch, Heilige Quelle

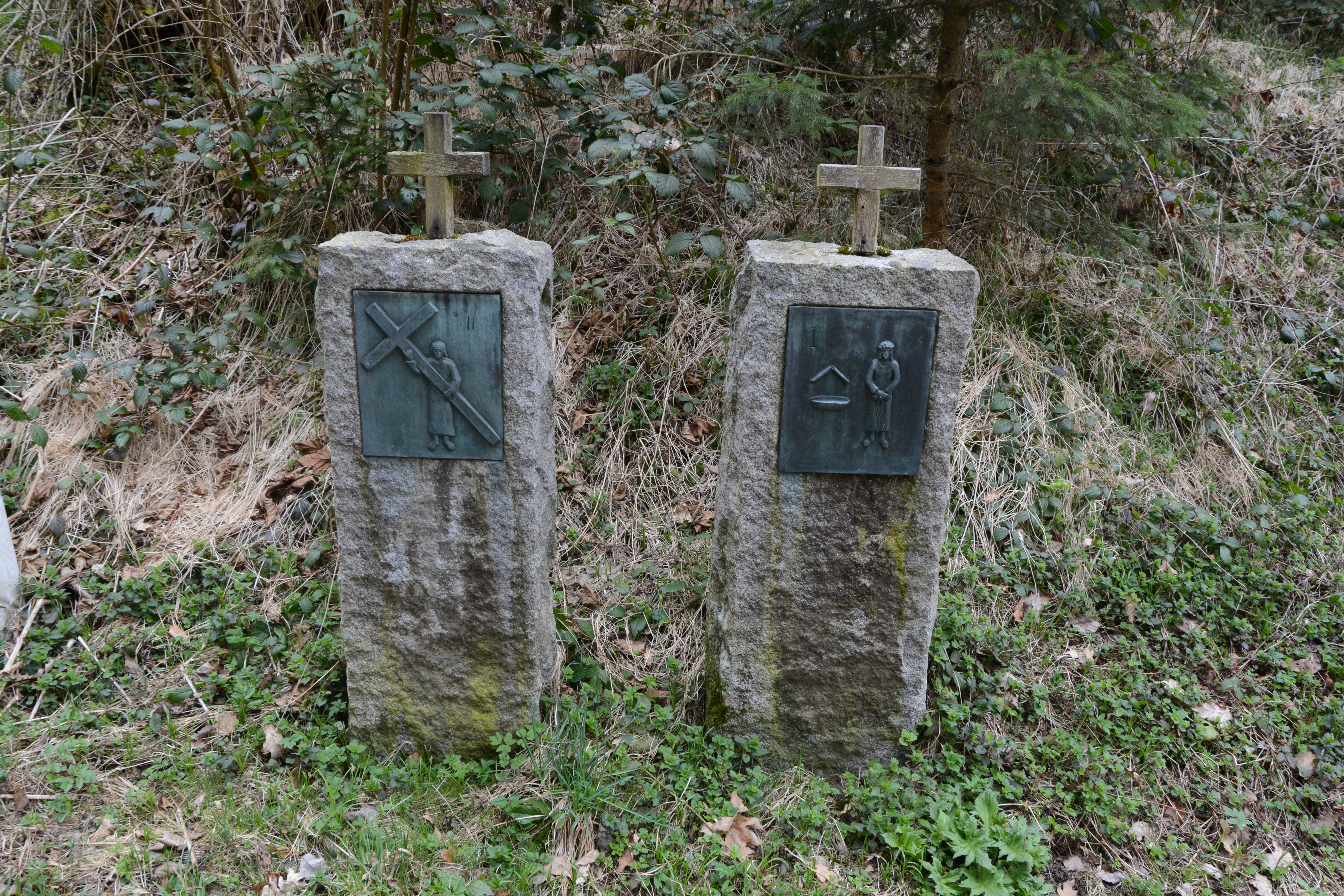
Kreuzweg

Die Wallfahrtskapelle Maria Poetsch (auch Wallfahrtskirche Maria Pötsch genannt) ist eine Wallfahrtskapelle in der oberösterreichischen Gemeinde Altenfelden. Sie wurde zwischen 1873 und 1875 an der Stelle eines Vorgängerbaus im historistischen Stil errichtet.

## Lage
Die Kapelle befindet sich in einem kleinen Seitental der Großen Mühl rund 200 Meter westlich deren Ufers inmitten eines Waldgebietes. Rund einen Kilometer westlich der Kapelle liegt das Dorf Unterfeuchtenbach, ebenfalls rund einen Kilometer nordwestlich das Dorf Oberfeuchtenbach. Näher gelegen ist die rund 600 Meter entfernte Pappenfabrik an der Großen Mühl im Nordosten. Erreichbar ist die Kapelle über eine Straße, die von Neufelden über Langhalsen bis zur Pappenfabrik entlang der Großen Mühl verläuft.

## Geschichte
Die heutige Kapelle geht auf eine Holzkapelle zurück, die 1848 vom Besitzer des Aichbauerngutes in Oberfeuchtenbach, Mathias Pichler, errichtet worden war. Pichler hatte darin auch einen Opferstock aufgestellt, ohne sich hierfür eine behördliche Genehmigung einzuholen, weshalb das bischöfliche Konsistorium in Linz anordnete, dass der Opferstock alle 14 Tage zu entleeren und die Summe dem Armenistitut der Gemeinde Altenfelden zu übergeben sei. Die Wallfahrtskapelle diente dabei der Verehrung zweier Erscheinungen.
Einerseits entspringt neben dem Standort der Kapelle eine „heilige Quelle“, deren Wasser besondere Heilkräfte gegen Augenleiden nachgesagt wird. Andererseits dient der Ort der Verehrung eines Wunders aus dem 17. Jahrhundert, dass sich in Ungarn in einem Dorf namens Máriapócs (Basilika von Máriapócs) ereignet haben soll. Der Überlieferung nach habe dort ein Bild der Madonna von Pötsch Tränen vergossen, die zu Boden tropften. Ein Bildnis der weinenden Mutter Gottes soll demnach bereits 1798 im Rotbachwald abseits einer Straße an einer Fichte befestigt und später beim Streurechen gefunden worden sein.
Der Wallfahrtsort dürfte sich bald einer großen Beliebtheit erfreut haben, denn schon bald bat Pichler um die Erlaubnis, eine gemauerte Kapelle errichten zu dürfen. Das Ansuchen wurde positiv beschieden, jedoch mit der Auflage, dass die Kapelle an Sonn- und Feiertagen zwischen 6 und 10 Uhr sowie zwischen 13 und 15 Uhr geschlossen sein müsse, damit die Leute weder zur Sonntagsmesse noch zur Segenandacht hierher pilgern würden. Die Kapelle wurde in der Folge zwischen 1873 und 1875 neu errichtet. Schon bald stellte man neben der Kapelle auch zwei Verkaufsstände auf, an denen Devotionalien angeboten wurden. In der Kapelle selbst wurden nach und nach immer mehr Votivbilder angebracht. Auch der Linzer Bischof spendete 1901 eine Reliquie für die Kapelle. 1902 erfolgte die Erlaubnis, hier auch ein paar Mal pro Jahr eine Heilige Messe zu lesen und in der Folge wurde auch ein Kreuzweg aufgestellt. Der heutige Kreuzweg stammt aus dem Jahr 1969.

## Bauwerk

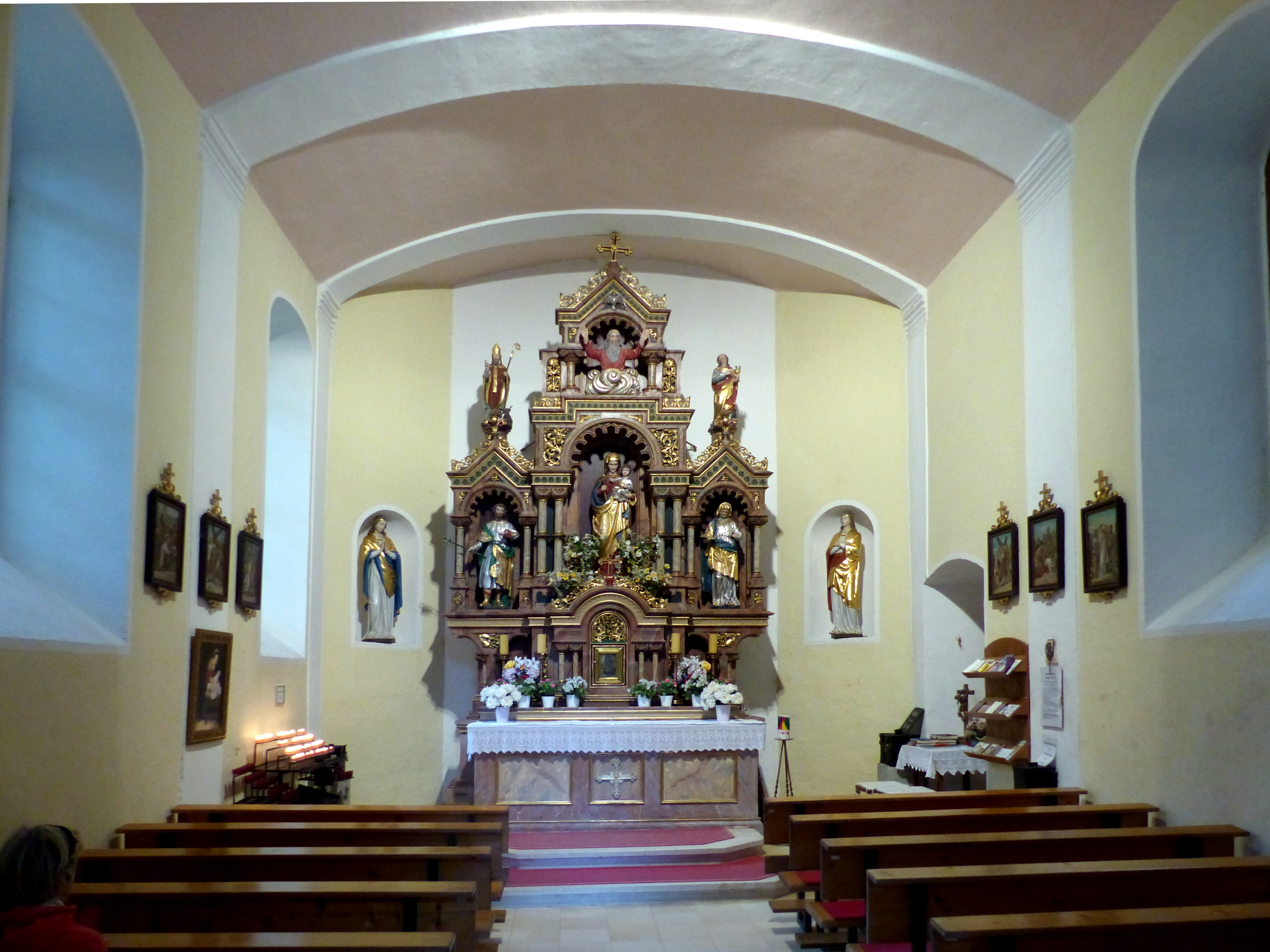
Innenraum der Kapelle

Bei der zweijochigen Kapelle handelt es sich um einen Saalbau mit 3/8-Schluss, der durch ein über dem Chor abgewalmtes Satteldach geschützt ist. Die Giebelfassade weist eine Putzfeldgliederung auf, in der sich auch die segmentbogige Eingangstür sowie ein Rundfenster und im Giebel ein Wandbild von Maria mit dem Kind befindet. Die Seitenfronten sind von steingerahmten Segmentbogenfenstern durchbrochen, in der Ostfassade befindet sich ein Rundfenster.
Im Inneren findet sich ein gurtunterlegtes segmentbogiges Tonnengewölbe über Pilastern. Der Hochaltar aus dem Jahr 1886 wurde unter Verwendung älterer Statuen als neoromanischer Nischenaltar mit Nischenaufsatz und bekrönendem Dreieckgiebel ausgeführt. In der Mittelnische des Hochaltars befindet sich eine Darstellung der Maria mit Kind aus dem Ende des 19. Jahrhunderts, während die seitlichen Figuren wesentlich älter sind. Es handelt sich hierbei um eine Figur des heiligen Josef aus dem letzten Viertel des 17. Jahrhunderts sowie der heiligen Anna aus dem ersten Viertel des 18. Jahrhunderts. Der Aufsatz wurde mit Figuren des Gottvaters, des heiligen Hubertus und des heiligen Johannes Evangelisten geschmückt. Der Tabernakel verfügt über ein reliefiertes Rundbogenfeld und florales Dekor, wobei sich an der Tabernakeltür ein Gnadenbild von Maria Poetsch befindet. In den Schrägseiten des Chors beherbergen Rundbogennischen flügellose Engelsfiguren aus der zweiten Hälfte des 19. Jahrhunderts.